# Izozog-träsken
Izozog-träsken (spanska: Bañados de Izozog), är ett stort sumpmarksområde i de centrala delarna av departementet Santa Cruz i Bolivia. Det är omkring 140 kilometer långt i sydöstra Santa Cruz, huvudsakligen i provinsen Cordillera och delvis i provinsen Chiquitos. Träskens vatten kommer från den stora Parapetífloden och bildar det största och viktigaste sumpmarksområdet i Gran Chaco.
Izozog har en yta på omkring 615 882 hektar och ligger omkring 300 meter över havet. Regnperioden infaller under sommaren mellan november och mars. Under den tiden är området helt isolerat.
Izozog-träsken ligger i en tektonisk sänka i det biogeografiska området Gran Chaco och omfattar många olika växt- och djurarter som är karaktäristiska för Chacoområdet. Variationerna i tillgången till vatten under olika perioder är stora. Under den långa och torra perioden finns det enstaka vattenkällor i de torra skogarna i Chaco Boreal. Platsen är då viktig för stora däggdjursarter som jaguar, navelsvin och tapirer, som inte skulle klara sig utan vatten.